# Флаг сельского поселения Сафоновское (Московская область)
Флаг муниципального образования сельское поселение Сафо́новское Раменского муниципального района Московской области Российской Федерации — опознавательно-правовой знак, служащий официальным символом муниципального образования.
Флаг утверждён 20 марта 2008 года и внесён в Государственный геральдический регистр Российской Федерации с присвоением регистрационного номера 4162.

## Описание
«Прямоугольное зелёное полотнище с соотношением ширины к длине 2:3, несущее вдоль верхнего края жёлтую волнистую полосу (шириной 1/3 от ширины полотнища) с погрудным изображением голубого геральдического орла в жёлтой короне, а на основной части полотнища — две скрещённые жёлтые дубовые ветви».

## Обоснование символики
Флаг составлен на основе герба сельского поселения Сафоновское по правилам и соответствующим традициям вексиллологии и отражает исторические, культурные, социально-экономические, национальные и иные местные традиции.
Сельское поселение Сафоновское названо по имени небольшой, но древней деревни Сафоново. Первые сведения о сельце Сафонтьево (затем Сафоново) относятся к 1632 году. В то время оно насчитывало 5 крестьянских дворов. Сельцо принадлежало Ивану Ивановичу Бутурлину. Более 200 лет оно оставалось во владениях семьи Бутурлиных. С родом Бутурлиных связаны эпохальные события в истории Государства Российского. Василий Васильевич Бутурлин, русский военный деятель и дипломат, в 1653 году возглавлял русское посольство на Украине. Год спустя он привёл к присяге депутатов Переяславской рады на верность России, а ещё через год командовал войсками, посланными на помощь Богдану Хмельницкому, сражавшемуся против поляков. Александр Борисович Бутурлин был в молодости денщиком у самого Петра Великого, потом стал фаворитом императрицы Елизаветы Петровны, будучи главнокомандующим русской армией во время знаменитой Семилетней войны 1756—1763 годов брал Берлин. За военные успехи был пожалован графским титулом и получил звание генерал-фельдмаршала. 
Дмитрий Петрович Бутурлин, сенатор и тайный советник, владевший несколькими иностранными языками, энциклопедически образованный человек был директором Эрмитажа, страстным библиофилом, собравшим лучшую в Европе библиотеку, содержавшую около 40 тысяч уникальных томов и редчайших манускриптов. Славный род символически отражён на флаге сельского поселения коронованным орлом из герба рода Бутурлиных.
Административный центр поселения посёлок Дубовая Роща — символически отражён на флаге дубовыми ветками. Символика дуба многозначна:
— символ силы, крепости, постоянства;
— символ плодовитости;
— символ святости, долговечности, бессмертия.
Зелёный цвет символизирует весну, здоровье, природу, надежду.
Жёлтый цвет (золото) — символ высшей ценности, величия, великодушия, богатства, урожая.
Голубой цвет (лазурь) — символ возвышенных устремлений, искренности, преданности, возрождения.